# (2713) Luxembourg
(2713) Luxembourg est un astéroïde de la ceinture principale découvert le 19 février 1938 à Uccle par l'astronome belge Eugène Joseph Delporte.

## Historique
Sa désignation provisoire, lors de sa découverte le 19 février 1938, était 1938 EA.